# Laurenz Nikolaus
Laurenz Nikolaus ist eine österreichische Indie-Pop-Band aus Wien.

## Bandgeschichte
Das Trio Laurenz Nikolaus gründete sich 2025 um den Sänger Laurenz Öllinger und die beiden Musiker Isaac Gartmayer und Moritz Seidel. Musikalisch ist die Gruppe dem Indiepop, dem Neo-Austropop und dem Wienerlied zuzuordnen. Auch Elemente des Chanson sind in der Musik zu finden. Die Debütsingle Du bist wie ist auf Wienerisch gehalten und behandelt das Verlieben. Wie der Titel sagt besteht der Text überwiegend aus Wie-Vergleichen. Das Lied erschien zunächst als Demo und wurde im Juli 2025 auf dem Popfest in Wien uraufgeführt. Das Lied erreichte im Anschluss Platz 38 der österreichischen Singlecharts.
Die Band steht bei dem Wiener Independent-Label upstairs unter Vertrag.

## Diskografie
- 2025: Du bist wie (Single)